# Conradians
Els Conradians foren una dinastia de comtes i de ducs francs del segle viii al XI. El nom d'aquesta dinastia ve de Conrad l'Ancià, duc de Turíngia i del seu fill Conrad I, duc de Francònia i emperador.
La família és esmentada per primera vegada el 832, amb el comte Gebhard del Lahngau. Els seus fills són esmentats el 861 en tant que propinqui d'Adalard el Senescal, que havia servit sota els ordres de Lluís I el Pietós. Però la pujada de la nissaga cap a la supremacia va començar amb Oda, dona de l'emperador Arnulf de Caríntia que era membre de la família. En vista de la seva relació familiar amb Oda, Conrad l'Ancià fou citat sovint com a avi de l'emperador. Ell i els seus germans eren aparentment molt propers a Arnulf i estaven fortament lligats pel suport que aportaven en les baralles amb els comtes de Babenberg. Arnulf els va recompensar ajudant-los a obtenir territoris més enllà de les fronteres del regne, a Hesse, Turíngia i les regions franques al llarg del riu Main.
Després de la mort d'Arnulf, els conradians eren l'única relació de sang amb el nou rei, Lluís IV l'Infant i, per tant, foren la família predominant al si del regne. El germà de Conrad, Gebhard, va ser nomenat duc de Lorena el 903. El 906, Conrad l'Ancià i el seu fill Conrad el Jove van derrotar decisivament als seus rivals els comtes de Babenberg a la batalla de Fritzlar i van atènyer així la supremacia a la Francònia. Conrad l'Ancià va morir en una batalla, però el seu fill va ser duc de Francònia al seu lloc.
Encara que Carlemany va dissoldre els antics ducats tribals, els habitants de França Oriental encara vivien seguint diferents drets tribals segons el seu origen. Quan Lluís el Pietós va instal·lar els seus fills com a governants de les antigues àrees tribals, els problemes entre tribus van incrementar-se. Les interminables lluites fratricides i les consegüents incursions d'enemics externs, i en particular el domini del clergat i dels nobles al regne dels francs orientals en nom de Lluís IV d'Alemanya van provocar una nova pèrdua de prestigi per a la dinastia carolíngia i posant punt final al regnat dels carolingis a la França oriental. En la lluita defensiva contra els enemics externs, es va reforçar la posició dels poderosos nobles locals. Com a líders del seu grup tribal, sovint van liderar la batalla real contra els normands i els hongaresos, guanyant així prestigi. Com a resultat, els nobles més poderosos de les zones frontereres de Saxònia i Baviera van aconseguir una posició superior com a ducs relativament aviat. A partir de l'any 900, els poderosos nobles de Suàbia (Alamània), Francònia també van intentar assolir una posició ducal. A la mort de Lluís IV d'Alemanya l'any 911, ja hi havia tres ducs tribals establerts a Saxònia, Francònia i Baviera, que preferien un dels seus a un altre carolingi, i van escollir el franc i no carolingi Conrad I d'Alemanya com el nou rei de Franconia oriental. A partir de l'amenaça externa es va desenvolupar un cert sentiment d'unió, a partir del qual es va formar un imperi independent, que incloïa els (anomenats més joves) ducats tribals de Francònia, Saxònia, Baviera, Suàbia i, des del 925, Lorena.
Cinc anys més tard (911), després la mort de l'últim carolingi que va portar la corona de França oriental, Conrad fou escollit rei (Conrad I) al lloc del rei de França occidental, Carles III de França el Simple, 